# كريس تيري
كريس تيري هو لاعب هوكي الجليد كندي، ولد في 7 أبريل 1989 في برامبتون في كندا.

## وصلات خارجية
- كريس تيري على موقع دوري الهوكي الوطني (الإنجليزية)
- كريس تيري على موقع الدوري الأمريكي لهوكي الجليد (الإنجليزية)
- كريس تيري على موقع EliteProspects.com (الإنجليزية)
- كريس تيري على موقع HockeyDB.com (الإنجليزية)
- كريس تيري على موقع Hockey-Reference.com (الإنجليزية)